# Peter Henkes
Peter Henkes (27 juli 1962) is een voormalig Duits voetballer. Hij was middenvelder. Henkes speelde 24 wedstrijden voor FSV Salmrohr in het seizoen 1986/87 van de 2. Fußball-Bundesliga.